# La Dolores (película de 1940)
La Dolores es una película española de 1940 dirigida por Florián Rey, glosando por enésima vez el mito de “La Dolores”.

## Sinopsis
Una joven guapa y de una voz preciosa trabaja sirviendo en un mesón. El barbero del pueblo y el labrador más rico de la comarca le hacen la corte pero un día se presenta en el mesón Lázaro, un joven estudiante que se enamora de la chica y es correspondido. El barbero despechado le saca una copla que mancha su honor y todos ya la cantan.